# Sera Azuma
Sera Azuma, née le 20 août 1999, est une fleurettiste japonaise.

## Carrière
Sera Azuma devient en 2017 la plus jeune escrimeuse à être sacrée championne du Japon, dépassant ainsi sa sœur aînée Rio vice-championne l'année précédente. Les deux sœurs sont les filles de Miki Azuma qui a représenté le Japon aux Championnats du monde juniors d'escrime.
Sera Azuma est médaillée d'argent par équipes aux Championnats d'Asie d'escrime 2017 à Hong Kong et aux Championnats d'Asie d'escrime 2018 à Bangkok.
Elle obtient la médaille d'or par équipes et la médaille de bronze en individuel aux Jeux asiatiques de 2018 à Jakarta ainsi qu'aux Championnats d'Asie d'escrime 2019 à Chiba. La fleurettiste est également médaillée d'argent par équipes aux Championnats du monde juniors 2019 à Toruń.